# Coulommes-la-Montagne
Coulommes-la-Montagne é uma comuna francesa na região administrativa do Grande Leste, no departamento de Marne. Estende-se por uma área de 2.7 km², e possui 206 habitantes, segundo o censo de 2018, com uma densidade de 76 hab/km².